# Calvão (Chaves)
Calvão é uma povoação portuguesa do Município de Chaves que foi sede da extinta Freguesia de Calvão, freguesia que tinha 19,8 km² de área e 353 habitantes (2011), e, por isso, uma densidade populacional de 17,8 hab./km².
A Freguesia de Calvão foi extinta em 2013, no âmbito de uma reforma administrativa nacional, tendo sido agregada à Freguesia de Soutelinho da Raia para formar uma nova freguesia denominada União das Freguesias de Calvão e Soutelinho da Raia da qual é a sede.
Calvão fez parte do concelho de Ervededo até à sua extinção, em 31 de Dezembro de 1853, e a partir daí integrou o concelho (atual município) de Chaves. 
A Freguesia de Calvão era composta pelas povoações de Calvão e Castelões tendo por orago Santa Maria.

## População
| Número de habitantes | Número de habitantes | Número de habitantes | Número de habitantes | Número de habitantes | Número de habitantes | Número de habitantes | Número de habitantes | Número de habitantes | Número de habitantes | Número de habitantes | Número de habitantes | Número de habitantes | Número de habitantes | Número de habitantes |
| -------------------- | -------------------- | -------------------- | -------------------- | -------------------- | -------------------- | -------------------- | -------------------- | -------------------- | -------------------- | -------------------- | -------------------- | -------------------- | -------------------- | -------------------- |
| 1864                 | 1878                 | 1890                 | 1900                 | 1911                 | 1920                 | 1930                 | 1940                 | 1950                 | 1960                 | 1970                 | 1981                 | 1991                 | 2001                 | 2011                 |
| 923                  | 1 106                | 1 284                | 1 001                | 913                  | 856                  | 852                  | 983                  | 1 092                | 1 240                | 890                  | 624                  | 465                  | 450                  | 353                  |

(Obs.: Número de habitantes "residentes", ou seja, que tinham a residência oficial nesta freguesia à data em que os censos  se realizaram.)
Actividades económicas
Agricultura, pecuária, construção civil, carpintaria e atelier de pintura.
Festas e romarias
Nossa Senhora da Aparecida, em Calvão, no 2.º Domingo de Setembro e Nossa Senhora das Necessidades e do Engaranho, em Castelões, no último Domingo de Agosto.
Património cultural e edificado
Igreja matriz, Igreja de São Pedro, Capelas de Nossa Senhora do Amparo, de São José, do Senhor do Bom Caminho, do Senhor da Cruz e da Santa Barbara, Santuários da Nossa Senhora da Aparecida (que celebra as aparições neste local da Virgem Maria a três crianças em 1833), e da Nossa Senhora das Necessidades, cruzeiros, alminhas, três fornos comunitários, sete fontes tipo mergulho, moinhos de água, casas tradicionais, os castros do Outeiro dos Mouros, das Lamarelhas e do Facho de Castelões, arte rupestre e ponte romana.
Outros locais de interesse turístico
Penedo dos Mortos, Pedra Benta, a área envolvente aos dois Santuários, com miradouros e estruturas para lazer e actividades desportivas.
Gastronomia
Presunto e fumeiro.
Colectividades
Associação Cultural e Desportiva de Calvão e Associação Cultural Recreativa e Desportiva de Castelões.

## Património
- Cruzeiro de Castelões